# Лоуер Сантан Вилиџ (Аризона)
Лоуер Сантан Вилиџ (енгл. Lower Santan Village) насељено је место без административног статуса у америчкој савезној држави Аризона.

## Демографија
По попису из 2010. године број становника је 374.
| Група             | 2000.    | 2010.      |
| Белци             | 0 (0,0%) | 2 (0,5%)   |
| Афроамериканци    | 0 (0,0%) | 1 (0,3%)   |
| Азијати           | 0 (0,0%) | 0 (0,0%)   |
| Хиспаноамериканци | 0 (0,0%) | 59 (15,8%) |
| Укупно            | 0        | 374        |